# داود بن عمرو الضبي
داود بن عمرو بن زهير بن عمرو بن جميل بن الأعرج بن عاصم، أبو سليمان الضبي البغدادي (149 هـ-228 هـ)، الشيخ، الحافظ، الثقة، وهو ابن عم محدث أصبهان أحمد بن يونس بن المسيب بن زهير الضبي. من أئمة الحديث الثقات، وقد كان البغوي مكثرًا عنه، ويقول: حدثنا داود بن عمرو الثقة المأمون. توفي سنة ثمان وعشرين ومائتين.

## روايته للحديث النبوي
- روى عن: جويرية بن أسماء، ونافع بن عمر الجمحي، وأبي معشر نجيح السندي، وحماد بن زيد، وشريك القاضي، وعبد الله بن المبارك، وسفيان بن عيينة، وإسماعيل بن عياش، ومحمد بن مسلم الطائفي، وعبد الرحمن بن أبي الزناد، ومحمد بن عبد الله بن عبيد بن عمير، وعلي بن هاشم البريدي، وخلق سواهم.

- حدث عنه: أحمد بن حنبل، ومسلم في "صحيحه"، وإبراهيم الحربي، وأبو حاتم الرازي، وأحمد بن الحسن الصوفي، وابن أبي الدنيا، وأبو القاسم البغوي، وعباس الدوري، وأحمد بن أبي خيثمة، وحجاج بن يوسف الشاعر، وموسى بن هارون، وموسى بن إسحاق الأنصاري، وعبد الله بن ناجية، وجعفر الصائغ، وآخرون.

وقد روى النسائي له في «سننه».
- الجرح والتعديل: قال أبو القاسم البغوي: الثقة المأمون. وقال ابن حجر العسقلاني: ثقة. وقال الذهبي: ثقة صاحب حديث. وقال سعيد بن سليمان الضبي: ذاك المشؤوم ما حدث بعد، ومرة: حمده. وقال عبد الباقي بن قانع البغدادي: ثقة ثبت. وقال يحيى بن معين: لا أعرفه وقال مرة لا بأس به.[3]